# Paul Albert Glaeser-Wilken

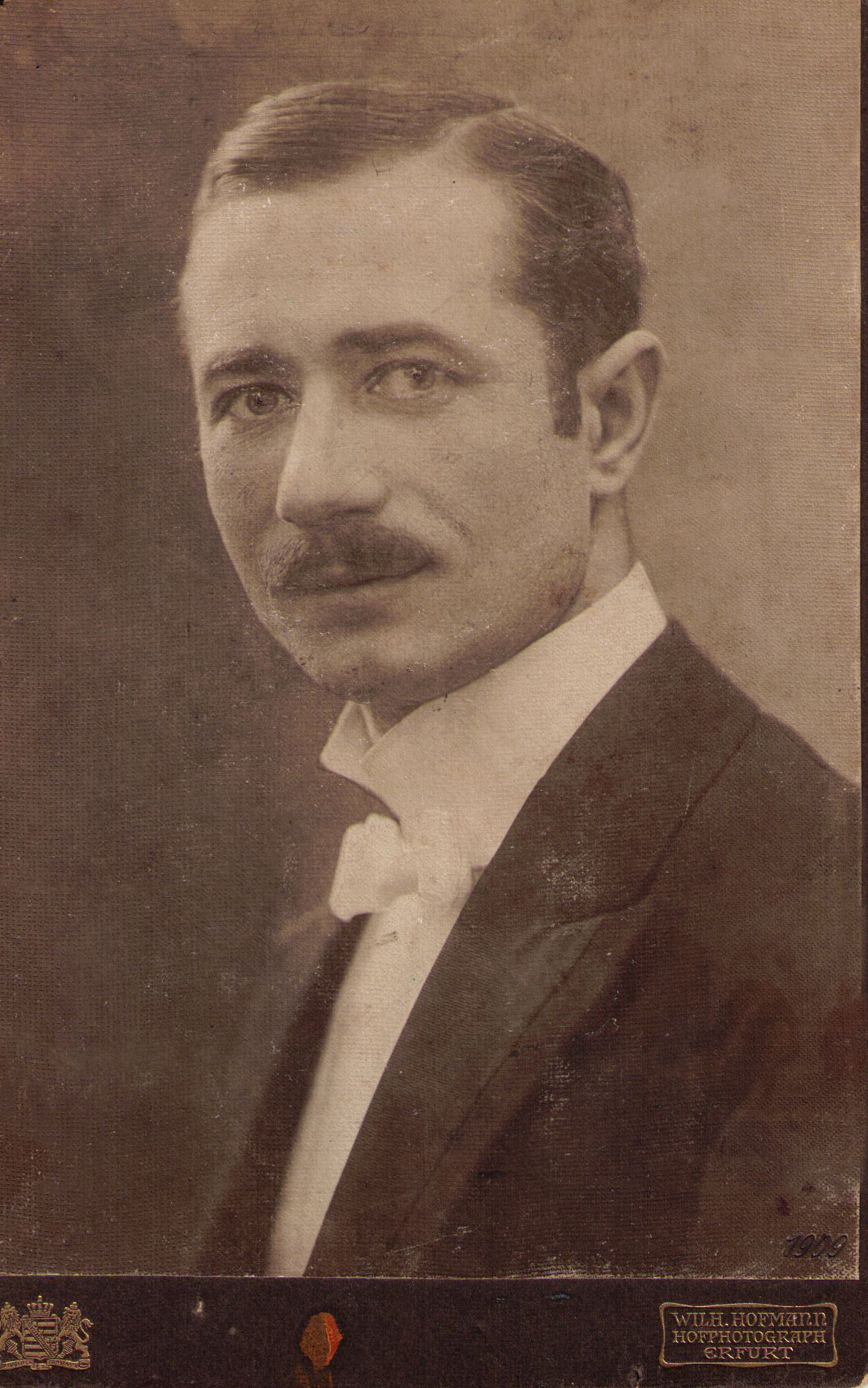
Paul Albert Glaeser-Wilken

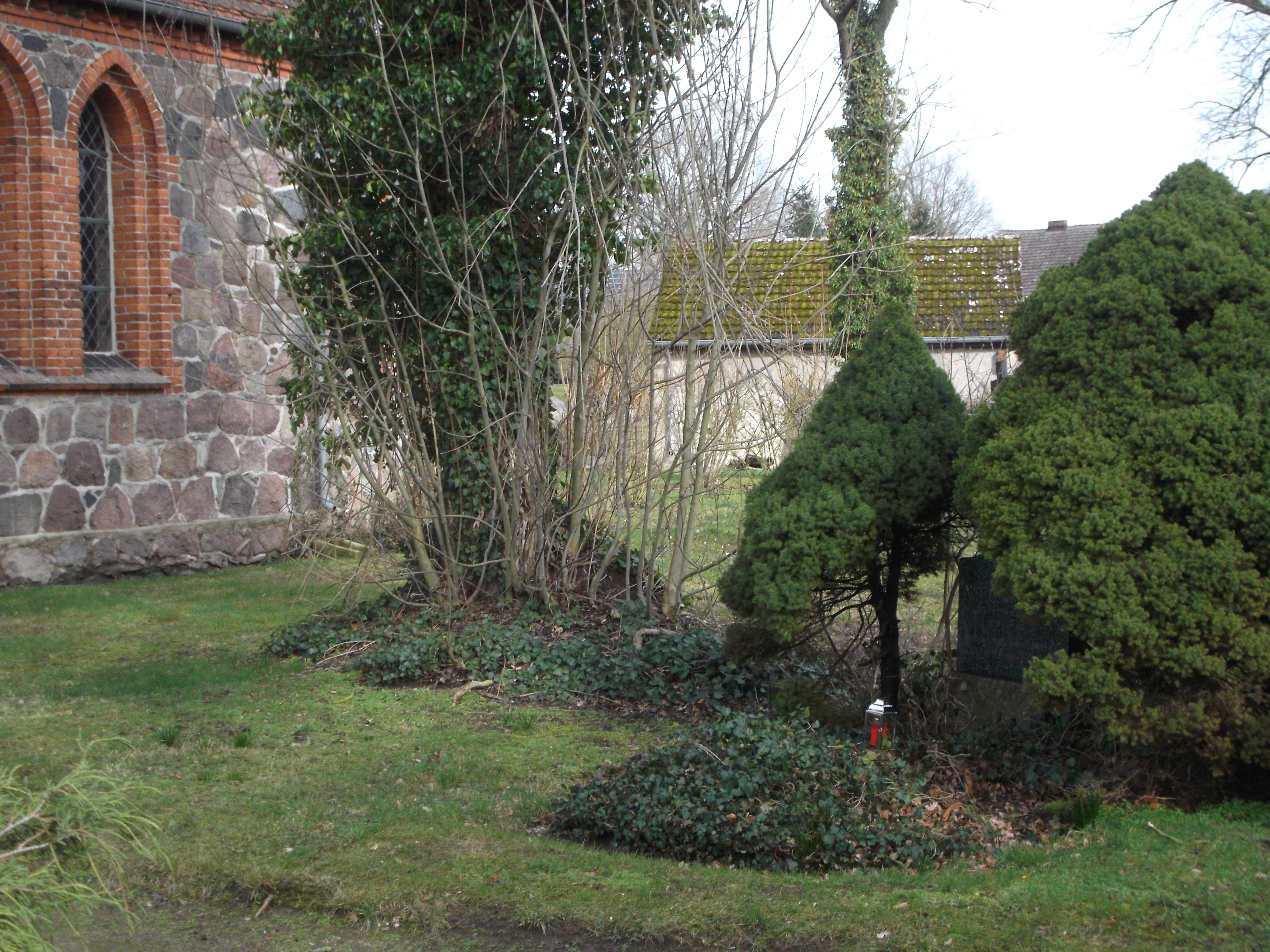
Grablege Paul Albert Glaeser-Wilkens

Paul Albert Glaeser-Wilken (* 3. August 1874 in Breslau; † 4. August 1942 in Groß Buchholz bei Perleberg) war ein deutscher Schauspieler und Spielleiter.

## Leben
Nach einem abgebrochenen Studium der Jurisprudenz an der Universität Breslau wechselte Glaeser-Wilken zum Schauspiel und erhielt seine erste Ausbildung am Lobetheater in Breslau, wovon er an das dortige Stadttheater wechselte.
Der Schauspieler bereiste mit und ohne Theaterensemble zu Beginn des 20. Jahrhunderts fast den gesamten Ostseeraum, hatte Engagements und Kontrakte an Stadttheatern West- und Ostpreußens sowie Lettlands. In Elbing lernte er 1910 die Schauspielerin Lisbeth Wirtson (* 1887 in Danzig; † 1977 in Lübeck) kennen, die, gleich ihm, für die Spielzeit 1910/11 am Elbinger Stadttheater engagiert war. Das Paar heiratete 1913 in Riga, wo Glaeser-Wilken zu dieser Zeit am dortigen Deutschen Theater vertraglich gebunden war. Die Jahre von 1914 an bis Anfang der 30er Jahre waren geprägt von Engagements am Berliner Rose-Theater, an den Stadttheatern zu Köthen, Erfurt, Meiningen, Stuttgart und Rostock (1915–1919/20), ab Anfang der Spielzeit 1919/20 dann wieder in Berlin am Walhalla- und späterhin Rose-Theater sowie am Theater am Schiffbauerdamm.
Der handschriftliche Nachlass des Schauspielers und Regisseurs befindet sich im Archiv am Stadt- und Regionalmuseum Perleberg, die Hinterlassenschaft an Büchern und Theaterdokumenten zu Teilen in der theaterwissenschaftlichen Abteilung der Bibliothek des Johann Timotheus Hermes Bibliophilenverbandes Wien (VIII), im Gerhart-Hauptmann-Museum in der Villa Lassen zu Erkner und (als Dauerleihgabe) Bestand am Theatermuseum im Verbund der Meininger Museen sowie in Familienbesitz. Zudem befinden sich Erstausgaben aus der Hinterlassenschaft Glaeser-Wilkens im Thienemann-Hauptmann-Haus Radebeul, Haus Seedorn auf Hiddensee (Hauptmann) sowie an der Nasjonalbiblioteket zu Oslo (Ibsen).
Der Schriftsteller Paul Alfred Kleinert gehört zu den Nachfahren Glaeser-Wilkens.

## Repertoire
Durch seine Spielleitung bei Theaterstücken Gerhart Hauptmanns beförderte Glaeser-Wilken die Breslauer Aufführungspraxis an den von ihm frequentierten Theatern.
Er führte Regie bei Werken von Schiller, Gerhart Hauptmann, Karl von Holtei, Hermann Sudermann, Ernst Adam von Wildenbruch und Henrik Ibsen, wobei er sich intensiv für das Werk des norwegischen Dramatikers einsetzte, und spielte in Repertoire- und Premierestücken der benannten Stadttheater. Nach Ausbruch einer Krankheit, die ihm eine weitere Karriere als Schauspieler unmöglich machte, verdiente Glaeser-Wilken seinen Lebensunterhalt mit Sprach- und Sprechunterricht. 1942 erlag er, 68-jährig, einem langjährigen Leiden in Groß Buchholz (bei Perleberg) und wurde auf dem dortigen Friedhof bestattet.